# Rossa mac Imchada
Rossa mac Imchada – legendarny król Ulaidu z dynastii Dál nAraidi w latach 278-280, syn Imchada, wnuka Fiachy II Araide, króla Ulaidu i eponima dynastii Dál nAraidi. 
Informacje o jego rządach z Emain Macha w Ulaidzie czerpiemy ze źródeł średniowiecznych. W „Rawlinson B 502”, manuskrypcie z XII w., zanotowano na jego temat: "Ross m[a]c Imchada .ii. b[liadna]" (faksym. 157), zaś „Laud 610” (XV w.) "Rossa m[ac] I[m]chada .ii. bl-[iadna]" (fol. 107 b 19). Zastosowano tam w tekście abrewiację oraz zapisano małymi literami rzymską cyfrę II, oznaczającą dwa lata rządów. Błędnie umieszczono go na liście królów Ulaidu po Forggo mac Dalláin, rządzącego w połowie V w. Prawdopodobnie objął tron po królu imieniem Eochaid Gonnat. Lista ta bowiem jest niezgodna z chronologią zwierzchnich królów irlandzkich. Jego następcą został prawdopodobnie Lugaid Menn (Lorc), syn Aengusa II Finna, króla Ulaidu z konkurencyjnej dynastii Dál Fiatach. Rossa pozostawił po sobie dwóch synów: Muiredacha oraz Lugaida. Ten zaś był ojcem Eochaida I mac Lugdach, który prawdopodobnie objął po dziadku władzę nad krainą Dál nAraidi.